# Амагу
Амагу (вірм. Ամաղու) — село в марзі Вайоц-Дзор, на півдні Вірменії. Село розташоване за 20 км на південний захід від міста Єхегнадзор. Наразі населення села відсутнє. Село підпорядковується сільраді сусіднього села Арені.